# Шаукьє Дейкстра
Шаукьє Росалінде Дейкстра (нід. Sjoukje Rosalinde Dijkstra, 28 січня 1942, Фрісландія — 2 травня 2024, Сомерен, Північний Брабант) — нідерландська фігуристка, яка виступала в одиночному катанні. Олімпійська чемпіонка 1964 року, триразова чемпіонка світу та п'ятиразова чемпіонка Європи.
Дейкстра тричі поспіль вигравала чемпіонат світу (з 1962 по 1964) та п'ять разів поспіль чемпіонати Європи (з 1960 по 1964).
На Олімпійських іграх 1960 року посіла друге місце після американки Керол Хейсс.
Її олімпійське «золото» 1964 року в Інсбруку було першим «золотом», виграним спортсменом із Нідерландів на зимових Олімпійських іграх. Дейкстра залишається єдиною нідерландською спортсменкою, яка виграла олімпійське золото у фігурному катанні (крім двох медалей Дейкстри у фігурному катанні лише Діанне де Леу здобула срібло на Іграх 1976 року).
Була відома спортивним стилем катання.
Після 1964 року пішла у професіонали та брала участь у шоу-турі «Holiday On Ice» до 1972 року.
Стала радником секції фігурного катання в голландській Федерації ковзанярського спорту 1985 року. Працювала коментатором на нідерландському телебаченні. У 2005 році їй вручили нагороду «Fanny Blankers-Koen Trophy» за внесок у спорт у Нідерландах.